# Halling (danse)
Pour les articles homonymes, voir Halling.

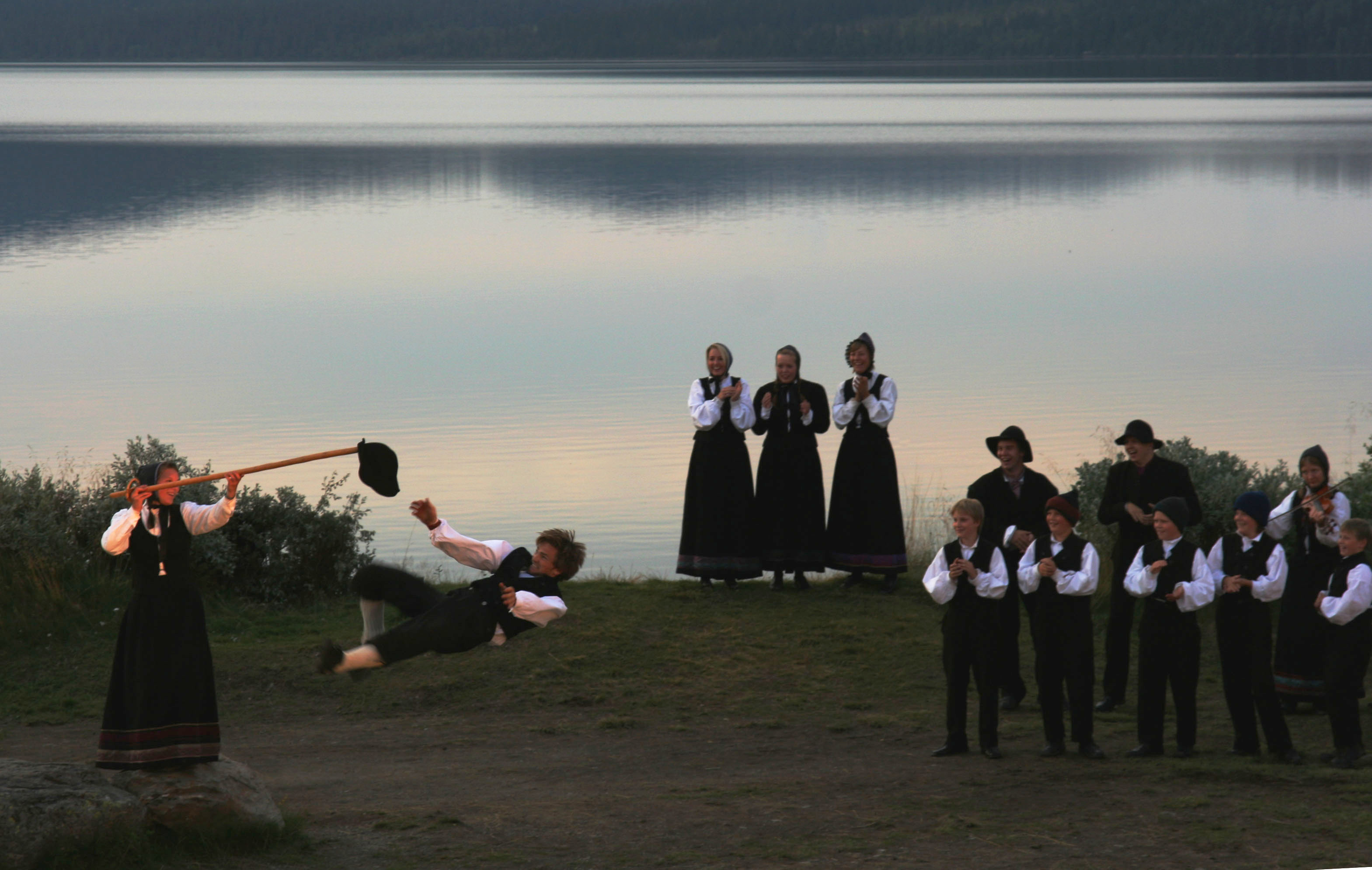
Démonstration de halling

Le halling (hallingdansen) est une danse folklorique (bygdedans) traditionnellement pratiquée en Norvège rurale, bien que des versions du halling puissent également être trouvées dans certaines parties de la Suède. La danse est traditionnellement réalisée par les jeunes hommes lors de mariages et des fêtes.

## Histoire
La danse est associée aux vallées et aux districts traditionnels de Valdres et Hallingdal, où elle est souvent désignée comme le laus. Ce terme signifie que le halling est dansé en solo, pas en couple, bien que la pratique en couple soit traditionnelle dans les régions occidentales du pays. Selon certains chercheurs, le mot laus peut se référer au fait que la danse était « la moitié » de la performance, l'autre moitié étant le springar (à la manière d'une suite de danse Renaissance). Le musicien doit donner aux danseurs une impulsion suffisante pour effectuer les différents mouvements difficiles qui sont impliqués dans la danse comme le nakkespretten, kruking, hodestift et surtout le kast (jet) .

## Description
Le halling est rapide (95 à 106 bpm). C'est une musique en 
 ou en 
. La danse comprend des figures acrobatiques et de la compétition sportive entre les danseurs. Le halling peut être décrit comme danse acrobatique rythmique et se compose d'un certain nombre d'étapes qui nécessitent à la fois force, douceur et exaltation.
Un des mouvements de danse est appelé hallingkast. Dans ce mouvement, une jeune fille maintient un grand chapeau en utilisant un bâton ou quelque chose de similaire, et le danseur est censé faire tomber le chapeau avec un coup de pied. Le kast est considéré comme l'épreuve de force, consistant à frapper un chapeau maintenu à une hauteur de 230 à 280 cm.
Certaines femmes sont connues pour être aussi agiles que les danseurs hommes.